# إرونيا دي أوكا
بلدية إرونيا دي أوكا (بالإسبانية: Iruña de Oca) هي بلدية تقع في مقاطعة ألافا التابعة لإقليم الباسك شمال إسبانيا.

## الديموغرافيا
يبلغ عدد سكان بلدية إرونيا دي أوكا 2.966 نسمة عام 2011 (وفقاً للمعهد الوطني للإحصاء الإسباني).
| 1.616 | 1.674 | 1.986 | 2.252 | 2.587 | 2.887 | 2.966 |